# Emanuel Johann Faulhaber
Emanuel Johann Faulhaber (či Jan Emanuel Faulhaber; 5. září 1761 Vilémov, okres Havlíčkův Brod, – 9. prosince 1835 Louny) byl učitel, hudební skladatel a výrobce hudebních nástrojů.

## Život a dílo
Faulhaber se narodil do dobře situované rodiny. Jeho stejnojmenný otec byl panským komorníkem – Vilémov byl tehdy majetkem rodiny Carretiů. Matka Eleonora pocházela z místní části Klášter.
Studoval na gymnáziu a pak od roku 1782 působil jako kantor v Kolči u Slaného. V roce 1792 byl v konkurenci dalších pěti uchazečů vybrán za rektora hlavní školy (trojtřídky) v Lounech. Zastával rovněž funkci regenschoriho při kostele sv. Mikuláše v Lounech. V počátcích své služby ve škole měl spory se svým zástupcem Václavem Stupkou, týkající se vyplácení služného druhému učiteli. Ty skončily až Stupkovou smrtí v roce 1810. Roku 1808 vyšel dekret, podle něhož byla lounská škola označena za vzornou a Faulhaber jmenován vzorným učitelem.
Byl autorem chrámových skladeb, symfonií, sonát, menuetů a polonéz, virtuózně hrál na klarinet a drnkačky (brumle). Vyráběl také dechové nástroje a klavíry, nástrojářství se naučil během pobytu v Drážďanech. Dva signované klarinety a dva kladívkové klavíry jsou součástí sbírky Oblastního muzea v Lounech.